# 植物のカテゴリ一覧
植物に関するカテゴリの目次。

## 関連する目次・一覧
- Portal:生物学/カテゴリ一覧 - 植物以外の生物に関するカテゴリ。
- Category:植物の一覧 - 各種一覧記事
- 木の一覧
- 草の一覧
- 花の一覧
- 野菜の一覧
- 絶滅した植物一覧

## 一般項目の50音順目次

### あ行
- Category:園芸 - 園芸
- Category:園芸家 - 園芸家
- Category:園芸植物
- Category:園芸博覧会
- Category:オーストラリアの植物園

### か行
か
- Category:海浜植物 - 海浜植物
- Category:花卉 (かき) - 園芸、花壇や植木鉢で育てる草。
- Category:架空の植物
- Category:架空の木
- Category:果菜 - 野菜のうち、果実を食用とする植物。
- Category:化石植物
- Category:褐藻 (かっそう)
- Category:ガーデニング - ガーデニング
- Category:華道 - 華道、日本の伝統芸術
- Category:観賞用樹木
- Category:観賞用水草
- Category:観葉植物 - 観葉植物

き
- Category:木 - 木
- Category:木の花
- Category:寄生植物 - 寄生植物
- Category:キノコ (菌類) - キノコ

く
- Category:草 - 草
- Category:草木の神
- Category:果物 - 果物

こ
- Category:工芸作物
- Category:高山植物 - 高山植物
- Category:紅藻 - 紅藻
- Category:穀物 - 穀物
- Category:古典園芸植物 - 古典園芸植物
- Category:根菜 - 根菜

### さ行
さ
- Category:山菜 - 山菜
- Category:山野草 - 山野草

し
- Category:自然史博物館 - 自然史博物館
- Category:種子植物 - 種子植物
- Category:種実類 - 種実類
- Category:食虫植物 - 食虫植物
- Category:植物 - 植物
- Category:植物の一覧
- Category:植物の病気
- Category:植物ホルモン - 植物ホルモン
- Category:植物園 - 植物園
- Category:植物学 - 植物学
- Category:植物学者 - 植物学者
- Category:植物天然記念物
- Category:植物分類
- Category:食用キノコ
- Category:食用海藻
- Category:針葉樹 - 針葉樹
- Category:森林

せ
- Category:赤星病中間宿主
- Category:石炭 - 植物の化石、石炭

そ
- Category:藻類 (そうるい) - 藻類

### た行
- Category:多肉植物 - 多肉植物
- Category:つる植物 - つる植物
- Category:大麻 - 大麻
- Category:豆類 - 豆、大豆(ダイズ)、アズキなど

### な行
- Category:日本の植物園 - 日本の植物園
- Category:農作物 - 農作物

### は行
- Category:発芽 - 発芽
- Category:発生生物学 - 発生生物学
- Category:花 - 花
- Category:花に関する催事
- Category:被子植物 - 被子植物
- Category:被子植物の科
- Category:腐生植物 - 腐生植物
- Category:フラワーアーティスト - フラワーアーティスト
- Category:フラワーアート - フラワーアート
- Category:フラワーデザイナー - フラワーデザイナー

### ま行
- Category:水草 - 水草
- Category:木材 - 木材

### や行
- Category:野菜 - 野菜
- Category:野菜料理 - 野菜料理
- Category:野生の花
- Category:有毒植物 - 有毒植物
- Category:洋ラン - 洋ラン
- Category:葉菜 - 葉菜類

### ら行
- Category:裸子植物 - 裸子植物
- Category:藍藻 - 藍藻
- Category:緑藻 - 緑藻

## 植物名・科・目の50音順目次

### あ行
あ
- Category:アウストロバイレヤ目 - アウストロバイレヤ目
- Category:アオイ科 - アオイ科
- Category:アオイ目 - アオイ目
- Category:アオギリ科 - アオギリ科
- Category:アカザ科 - アカザ科
- Category:アカネ科 - アカネ科
- Category:アカネ目 - アカネ目
- Category:アカバナ科 - アカバナ科
- Category:アケビ科 - アケビ科
- Category:アサ - アサ
- Category:アサ科 - アサ科
- Category:アジサイ科 - アジサイ科
- Category:アブラナ科 - アブラナ科
- Category:アブラナ目 - アブラナ目
- Category:アマモ科 - アマモ科
- Category:アムボレラ目 - アムボレラ目
- Category:アヤメ科 - アヤメ科
- Category:アリノトウグサ科 - アリノトウグサ科
- Category:アリノトウグサ目 - アリノトウグサ目
- Category:アロエ科 - アロエ科
- Category:アワゴケ目 - アワゴケ目

い
- Category:イイギリ科 - イイギリ科
- Category:イキシオリリオン科 - イキシオリリオン科
- Category:イグサ科 - イグサ科
- Category:イグサ目 - イグサ目
- Category:イソマツ科 - イソマツ科
- Category:イチイ科 - イチイ科
- Category:イチゴ - イチゴ
- Category:イヌサフラン科 - イヌサフラン科
- Category:イネ科 - イネ科
- Category:イネ目 - イネ目
- Category:イバラモ目 - イバラモ目
- Category:イラクサ科 - イラクサ科
- Category:イラクサ目 - イラクサ目
- Category:イワウメ科 - イワウメ科
- Category:イワタバコ科 - イワタバコ科

う
- Category:ウォキシア科 - ウォキシア科
- Category:ウキクサ科 - ウキクサ科
- Category:ウコギ科 - ウコギ科
- Category:ウツボカズラ目 - ウツボカズラ目
- Category:ウマノスズクサ科 - ウマノスズクサ科
- Category:ウマノスズクサ目 - ウマノスズクサ目
- Category:梅 - 梅
- Category:ウリ科 - ウリ科
- Category:ウルシ科 - ウルシ科

え
- Category:エウポマティア科 - エウポマティア科
- Category:エゴノキ科 - エゴノキ科

お
- Category:オウムバナ科 - オウムバナ科
- Category:オオバコ科 - オオバコ科
- Category:オオバコ目 - オオバコ目
- Category:オシロイバナ科 - オシロイバナ科
- Category:オトギリソウ科 - オトギリソウ科
- Category:オミナエシ科 - オミナエシ科
- Category:オモダカ科 - オモダカ科
- Category:オモダカ目 - オモダカ目

### か行
か
- Category:カエデ科 - カエデ科
- Category:ガガイモ科 - ガガイモ科
- Category:カキノキ科 - カキノキ科
- Category:カキノキ目 - カキノキ目
- Category:カタバミ科 - カタバミ科
- Category:カツラ科 - カツラ科
- Category:カネラ科 - カネラ科
- Category:カネラ目 - カネラ目
- Category:カバノキ科 - カバノキ科
- Category:ガマ科 - ガマ科
- Category:カヤツリグサ科 - カヤツリグサ科
- Category:カヤツリグサ目 - カヤツリグサ目
- Category:ガリア目 - ガリア目
- Category:カワゴケソウ科 - カワゴケソウ科
- Category:カンナ科 - カンナ科

き
- Category:キキョウ科 - キキョウ科
- Category:キキョウ目 - キキョウ目
- Category:キク亜綱 - キク亜綱
- Category:キク科 - キク科
- Category:キク目 - キク目
- Category:キツネノマゴ科 - キツネノマゴ科
- Category:キブシ科 - キブシ科
- Category:キョウチクトウ科 - キョウチクトウ科
- Category:ギョリュウ科 - ギョリュウ科
- Category:キントラノオ科 - キントラノオ科
- Category:キントラノオ目 - キントラノオ目
- Category:キンバイザサ科 - キンバイザサ科
- Category:キンポウゲ科 - キンポウゲ科
- Category:キンポウゲ目 - キンポウゲ目

く
- Category:キジカクシ目 - キジカクシ目
- Category:クサトベラ科 - クサトベラ科
- Category:クスノキ科 - クスノキ科
- Category:クスノキ目 - クスノキ目
- Category:グネツム綱 - グネツム綱
- Category:クノニア科 - クノニア科
- Category:クマツヅラ科 - クマツヅラ科
- Category:グミ科 - グミ科
- Category:クルミ科 - クルミ科
- Category:クロウメモドキ科 - クロウメモドキ科
- Category:クロウメモドキ目 - クロウメモドキ目
- Category:クロタキカズラ科 - クロタキカズラ科
- Category:クロッソソマ目 - クロッソソマ目
- Category:クワ科 - クワ科
- Category:グンネラ科 - グンネラ科
- Category:グンネラ目 - グンネラ目

け
- Category:ケシ科 - ケシ科
- Category:ケシ目 - ケシ目
- Category:ケマンソウ科 - ケマンソウ科

こ
- Category:紅藻(こうそう) - 紅藻、テングサ、ノリなど
- Category:ゴクラクチョウカ科 - ゴクラクチョウカ科
- Category:コケ植物 - コケ植物
- Category:コショウ科 - コショウ科
- Category:コショウ目 - コショウ目
- Category:ゴマノハグサ科 - ゴマノハグサ科
- Category:ゴマノハグサ目 - ゴマノハグサ目
- Category:ゴマ科 - ゴマ科
- Category:米 - 米

### さ行
さ
- Category:桜 - 桜
- Category:サクラソウ科 - サクラソウ科
- Category:サクラソウ目 - サクラソウ目
- Category:サトイモ科 - サトイモ科
- Category:サトイモ目 - サトイモ目
- Category:サボテン科 - サボテン科
- Category:サラセニア科 - サラセニア科
- Category:サルトリイバラ科 - サルトリイバラ科

し
- Category:シキミ科 - シキミ科
- Category:シキミ目 - シキミ目
- Category:シソ科 - シソ科
- Category:シソ目 - シソ目
- Category:シダ類 - シダ類
- Category:シナノキ科 - シナノキ科
- Category:シモンジア科 - シモンジア科
- Category:シュウカイドウ科 - シュウカイドウ科
- Category:ショウガ亜綱 - ショウガ亜綱
- Category:ショウガ科 - ショウガ科
- Category:ショウガ目 - ショウガ目
- Category:ショウブ科 - ショウブ科
- Category:ショウブ目 - ショウブ目
- Category:シレンゲ科 - シレンゲ科
- Category:ジンチョウゲ科 - ジンチョウゲ科

す
- Category:スイカズラ科 - スイカズラ科
- Category:スイレン科 - スイレン科
- Category:スイレン目 - スイレン目
- Category:スギ科 - スギ科
- Category:スグリ科 - スグリ科
- Category:スズカケノキ科 - スズカケノキ科
- Category:スズラン亜科 - スズラン科
- Category:スプリング・エフェメラル - スプリング・エフェメラル
- Category:スベリヒユ科 - スベリヒユ科
- Category:スミレ科 - スミレ科
- Category:スミレ目 - スミレ目

せ
- Category:セリ科 - セリ科
- Category:セリ目 - セリ目
- Category:センダン科 - センダン科
- Category:センリョウ科 - センリョウ科

### た行
た
- Category:タコノキ科 - タコノキ科
- Category:タコノキ目 - タコノキ目
- Category:タシロイモ科 - タシロイモ科
- Category:タデ科 - タデ科
- Category:タヌキアヤメ科 - タヌキアヤメ科
- Category:タヌキモ科 - タヌキモ科

ち
つ
- Category:ツゲ科 - ツゲ科
- Category:ツチトリモチ科 - ツチトリモチ科
- Category:ツツジ科 - ツツジ科
- Category:ツツジ目 - ツツジ目
- Category:ツヅラフジ科 - ツヅラフジ科
- Category:ツバキ科 - ツバキ科
- Category:ツバキ目 - ツバキ目
- Category:ツユクサ科 - ツユクサ科
- Category:ツユクサ目 - ツユクサ目
- Category:ツリフネソウ科 - ツリフネソウ科
- Category:ツルボラン科 - ツルボラン科
- Category:ツルムラサキ科 - ツルムラサキ科
- Category:ディディエレア科 - ディディエレア科

て
- Category:テミス科 - テミス科

と
- Category:トウダイグサ科 - トウダイグサ科
- Category:トウダイグサ目 - トウダイグサ目
- Category:ドクウツギ科 - ドクウツギ科
- Category:ドクダミ科 - ドクダミ科
- Category:トケイソウ科 - トケイソウ科
- Category:トチカガミ科 - トチカガミ科
- Category:トチノキ科 - トチノキ科
- Category:トベラ科 - トベラ科

### な行
な
- Category:ナス科 - ナス科
- Category:ナス目 - ナス目
- Category:ナデシコ科 - ナデシコ科
- Category:ナデシコ目 - ナデシコ目
- Category:ナンヨウスギ科 - ナンヨウスギ科

に
- Category:ニガキ科 - ニガキ科
- Category:ニクズク科 - ニクズク科
- Category:ニシキギ科 - ニシキギ科
- Category:ニシキギ目 - ニシキギ目
- Category:ニレ科 - ニレ科

ぬ
- Category:ヌマミズキ科 - ヌマミズキ科

ね
- Category:ネギ科 - ネギ科
- Category:ネムノキ科 - ネムノキ科

の
- Category:ノウゼンカズラ科 - ノウゼンカズラ科
- Category:ノウゼンハレン科 - ノウゼンハレン科
- Category:ノボタン科 - ノボタン科

### は行
は
- Category:ハーブ - ハーブ
- Category:パイナップル科 - パイナップル科
- Category:ハイノキ科 - ハイノキ科
- Category:ハエモドルム科 - ハエモドルム科
- Category:ハゴロモモ科 - ハゴロモモ科
- Category:バショウ科 - バショウ科
- Category:ハスノハギリ科 - ハスノハギリ科
- Category:ハス科 - ハス科
- Category:ハゼリソウ科 - ハゼリソウ科
- Category:ハナイ科 - ハナイ科
- Category:ハナシノブ科 - ハナシノブ科
- Category:パナマソウ科 - パナマソウ科
- Category:パパイア科 - パパイア科
- Category:ハマウツボ科 - ハマウツボ科
- Category:ハマビシ科 - ハマビシ科
- Category:ハマビシ目 - ハマビシ目
- Category:ハマミズナ科 - ハマミズナ科
- Category:バラ亜綱 - バラ亜綱
- Category:バラ科 - バラ科
- Category:バラ目 - バラ目
- Category:ハンニチバナ科 - ハンニチバナ科
- Category:パンヤ科 - パンヤ科
- Category:バンレイシ科 - バンレイシ科

ひ
- Category:ヒガンバナ科 - ヒガンバナ科
- Category:ヒシ科 - ヒシ科
- Category:ヒダテラ科 - ヒダテラ科
- Category:ヒドロスタキス科 - ヒドロスタキス科
- Category:ヒナノシャクジョウ科 - ヒナノシャクジョウ科
- Category:ヒノキ科 - ヒノキ科
- Category:ヒマンタンドラ科 - ヒマンタンドラ科
- Category:ヒメハギ科 - ヒメハギ科
- Category:ヒメハギ目 - ヒメハギ目
- Category:ビャクシン属 - ビャクシン属
- Category:ビャクダン科 - ビャクダン科
- Category:ビャクダン目 - ビャクダン目
- Category:ビャクブ科 - ビャクブ科
- Category:ヒユ科 - ヒユ科
- Category:ヒルガオ科 - ヒルガオ科
- Category:ヒルギ科 - ヒルギ科
- Category:ビワモドキ亜綱 - ビワモドキ亜綱
- Category:ビワモドキ科 - ビワモドキ科
- Category:ビワモドキ目 - ビワモドキ目

ふ
- Category:フウチョウソウ科 - フウチョウソウ科
- Category:フウチョウソウ目 - フウチョウソウ目
- Category:フウロソウ科 - フウロソウ科
- Category:フウロソウ目 - フウロソウ目
- Category:フサザクラ科 - フサザクラ科
- Category:フジウツギ科 - フジウツギ科
- Category:ブドウ科 - ブドウ科
- Category:フトモモ科 - フトモモ科
- Category:フトモモ目 - フトモモ目
- Category:ブナ科 - ブナ科

へ
- Category:ベニノキ科 - ベニノキ科
- Category:ベンケイソウ科 - ベンケイソウ科

ほ
- Category:ホシクサ科 - ホシクサ科
- Category:ボタン科 - ボタン科
- Category:ホルトノキ科 - ホルトノキ科
- Category:ボロボロノキ科 - ボロボロノキ科

### ま行
ま
- Category:マキ科 - マキ科
- Category:マタタビ科 - マタタビ科
- Category:マチン科 - マチン科
- Category:マツブサ科 - マツブサ科
- Category:マツムシソウ科 - マツムシソウ科
- Category:マツムシソウ目 - マツムシソウ目
- Category:マツモ科 - マツモ科
- Category:マツ科 - マツ科
- Category:マメ科 - マメ科
- Category:マメ目 - マメ目
- Category:マンサク亜綱 - マンサク亜綱
- Category:マンサク科 - マンサク科
- Category:マンサク目 - マンサク目

み
- Category:ミカン科 - ミカン科
- Category:ミズアオイ科 - ミズアオイ科
- Category:ミズキ科 - ミズキ科
- Category:ミズキ目 - ミズキ目
- Category:ミソハギ科 - ミソハギ科
- Category:ミツガシワ科 - ミツガシワ科
- Category:ミツバウツギ科 - ミツバウツギ科

む
- Category:ムクロジ科 - ムクロジ科
- Category:ムクロジ目 - ムクロジ目
- Category:ムラサキ科 - ムラサキ科

め
- Category:メギ科 - メギ科
- Category:メロン - メロン

も
- Category:モウセンゴケ科 - モウセンゴケ科
- Category:モクセイ科 - モクセイ科
- Category:モクレン亜綱 - モクレン亜綱
- Category:モクレン科 - モクレン科
- Category:モクレン目 - モクレン目
- Category:モチノキ科 - モチノキ科
- Category:モチノキ目 - モチノキ目

### や行
や
- Category:ヤマグルマ目 - ヤマグルマ目
- Category:ヤマゴボウ科 - ヤマゴボウ科
- Category:ヤマノイモ科 - ヤマノイモ科
- Category:ヤマモガシ目 - ヤマモガシ目

ゆ
- Category:ユキノシタ科 - ユキノシタ科
- Category:ユキノシタ目 - ユキノシタ目
- Category:ユズリハ科 - ユズリハ科
- Category:ユリズイセン科 - ユリズイセン科
- Category:ユリ科 - ユリ科
- Category:ユリ目 - ユリ目

### ら行
ら
- Category:ラン科 - ラン科
- Category:ラン目 - ラン目

り
- Category:リムナンテス科 - リムナンテス科
- Category:リュウゼツラン科 - リュウゼツラン科
- Category:リンドウ科 - リンドウ科
- Category:リンドウ目 - リンドウ目

ろ
- Category:ロウバイ科 - ロウバイ科

## カテゴリツリー
主要な分野のカテゴリをツリー形式で示す。
Category:植物